# Pseudotargionia glandulosa
Pseudotargionia glandulosa är en insektsart som först beskrevs av Robert Newstead 1911.  Pseudotargionia glandulosa ingår i släktet Pseudotargionia och familjen pansarsköldlöss. Inga underarter finns listade i Catalogue of Life.